# Philippe de Rouilhan
Philippe de Rouilhan (né le 15 avril 1943) est un philosophe français, directeur de recherches émérite à l'Institut d'histoire et de philosophie des sciences et des techniques de l'Université Paris 1 Panthéon-Sorbonne.

## Axes de recherche
Son champ de recherche couvre la logique et son histoire, la philosophie des mathématiques et la philosophie du langage. 
Philippe de Rouilhan est agrégé de mathématiques, docteur en philosophie, docteur d’État ès Lettres, directeur de recherche au CNRS et membre de l'Institut d'histoire et de philosophie des sciences et des techniques (IHPST, CNRS, Université Paris I, ENS).
Ses recherches relèvent de la logique au sens le plus large et portent sur l'ontologie formelle, la sémantique formelle, la philosophie de la logique, la philosophie des mathématiques, ou encore la philosophie du langage. Ses recherches en cours portent plus particulièrement sur les notions sémantiques de vérité et de conséquence et sur la notion ontologique formelle de contenu.